# Первомайский (Шумячский район)
Первома́йский — село в Шумячском районе Смоленской области России. Административный центр Первомайского сельского поселения.

## География
Расположено в юго-западной части области в 23 км к северу от Шумячей, у автодороги Шумячи — Борщевка (А141-16 км восточнее), в 24 км к северо-западу Рославля.

## Население
1. Н/Д[3]

1. Н/Д[4]

### Историческая численность населения
Население — 2243 жителя (2007 год).

## Известные уроженцы, жители
Сударьков, Николай Максимович, полный кавалер ордена Славы, родился 12 октября 1923 года в посёлке Первое Мая.

## Инфраструктура
Личное подсобное хозяйство с зоной сельскохозяйственного использования, индивидуальная застройка усадебного типа.
Основой экономики был ОАО «Первомайский стекольный завод» — одно из старейших предприятий области. Основан в 1879 году купцом Я. М. Магидсоном (признан банкротом в 2017 году).
Дом культуры, библиотека. Первомайская средняя школа

## Достопримечательности
- Братская могила воинов Советской армии и партизан, погибших в 1941—1943 гг. в боях с немецко-фашистскими захватчиками.

## Транспорт
Автобусное сообщение с райцентром. Остановка общественного транспорта «Первомайский».